# هال هارتلي
هال هارتلي (بالإنجليزية: Hal Hartley) (و. 1959  م) هو مخرج أفلام، وكاتب سيناريو، ومخرج مسرحي، وموسيقي، ومؤلف أمريكي، ولد في ليندينهورست، نيويورك.

## التعليم
تعلم في كلية ماساتشوستس للفنون والتصميم ‏، والجامعة الحكومية في نيويورك في بيرتشايس.

## جوائز
حصل على جوائز منها:
- جائزة أفضل سيناريو (مهرجان كان)، عن عمل: Henry Fool [الإنجليزية]‏ (1998).[10]

## وصلات خارجية
- هال هارتلي على موقع IMDb (الإنجليزية)
- هال هارتلي على موقع مونزينجر (الألمانية)
- هال هارتلي على موقع ألو سيني (الفرنسية)
- هال هارتلي على موقع ميوزك برينز (الإنجليزية)
- هال هارتلي على موقع تيرنر كلاسيك موفيز (الإنجليزية)
- هال هارتلي على موقع أول موفي (الإنجليزية)
- هال هارتلي على موقع قاعدة بيانات الأفلام السويدية (السويدية)
- هال هارتلي على موقع إن إن دي بي (الإنجليزية)
- هال هارتلي على موقع أول ميوزيك (الإنجليزية)
- هال هارتلي على موقع ديسكوغز (الإنجليزية)